# 4748 Tokiwagozen
4748 Tokiwagozen (1989 WV) là một tiểu hành tinh vành đai chính được phát hiện ngày 20 tháng 11 năm 1989, bởi Suzuki và Urata ở Toyota.